# Before the Lobotomy
«Before The Lobotomy» (en español "Antes de la Lobotomia") es la quinta canción del octavo álbum de estudio de la banda Green Day, esta canción empieza con un punteo de guitarra acompañado de la voz de Armstrong en un modo melancólico, haciendo saber que no hay ninguna esperanza, después de esto, con una explosión de guitarras y batería, tiene un sonido de esperanza, un sonido de alegría.
La canción sigue con los personajes de álbum, Christian y Gloria, la canción habla sobre una operación (aparentemente es Christian quien es el que debe hacerse la operación) y las complicaciones que tiene, como te cambia la vida.
- Datos: Q6395131